# Ильиш, Борис Александрович
Борис Александрович Ильиш (1902—1971) — советский филолог. Автор многократно переиздаваемого в советское время учебника по истории английского языка.

## Биография
Происходил из семьи врача-стоматолога, Александра Робертовича Ильиша (1870—?) — сына Р. Ф. Ильиша. Родился 15 (28) апреля 1902 года.
С 1910 года учился в Петришуле, после окончания которого в 1918 году поступил в Петроградский университет, на историко-филологический факультет (отделение языка и литературы), избрав своей специальностью английскую филологию. Его учителями были: Л. В. Щерба, Д. К. Петров, В. М. Жирмунский, Ф. Ф. Зелинский. Ильиш участвовал в работе руководимого профессором Л. В. Щербой университетского лингвистического общества. Кроме английского языка он изучал многие европейские языки — славянские, кельтский, германские, романские, венгерский и финский. В годы учебы, в 1919—1921 годах — работал корректором и выпускающим в издательстве «Всемирная литература», откуда 1 июля 1921 перешёл в IV отделение Публичной библиотеки (Библиотека «Всемирной литературы»), на должность научного сотрудника. Был уволен по сокращению штата отделения 1 марта 1925 года «как не имеющий библиотечного стажа». Кроме того, в 1923—1925 годах преподавал в Фонетическом институте практического изучения языков; затем — в Фонетической школе новых языков (1927—1930).
По окончании университета в 1925 году был зачислен в аспирантуру ИЛЯЗВ. До 1928 года изучал германские языки, древнегерманский эпос; посещал занятия по поэтике, стилистике, литературе эпохи Возрождения; изучал греческую и римскую литературы, санскрит и общее языкознание, логику, психологию и историю мировоззрения. 
С 1928 года — доцент кафедры английского языка ЛГПИ им. А. И. Герцена. В 1930 году защитил кандидатскую диссертацию «Распределение заимствованных французских слов в памятниках среднеанглийской литературы» и в 1933 года стал заведовать кафедрой английского языка. В 1935 году ему было присуждено, только что учреждённое, звание кандидата филологических наук. При образовании в 1937 году 1-го Ленинградского государственного педагогического института иностранных языков (1-й ЛГПИИЯ позднее вошел в состав ЛГУ им. Жданова) был назначен деканом факультета английского языка и заведующим кафедрой грамматики и истории английского языка.
В июле 1942 года был призван в блокадном Ленинграде на военную службу: при штабе Балтийского флота выполнял задания в качестве переводчика.
В 1945 году защитил в Ленинградском университете докторскую диссертацию «Синтаксис Чосера» и до мобилизации в 1946 году был начальником кафедры английского языка в Военном институте иностранных языков в Москве.
После мобилизации до 1951 года заведовал кафедрой английской филологии в 1-м ЛГПИИЯ; в 1947—1949 годах был заместителем директора по учебной и научной работе. 
С мая 1951 года — профессор кафедры английской филологии ЛГПИ им. А. И. Герцена, в 1956—1965 годах —— заведующий кафедрой.
Умер 28 июля 1971 года.

## Научная и преподавательская деятельность
Кроме истории английского языка (учебник для высших педагогических учебных заведений) центральное место в лингвистическом наследии Б. А. Ильиша занимает теория частей речи в английском языке. Ряд его работ был посвящён филологическому толкованию литературного текста. Он читал курсы по истории английского языка, теоретической грамматике, введению в английскую филологию, общему языкознанию, вел занятия по готскому, древнегреческому и латинскому языкам. Редактировал учебники и сборник научных трудов ЛГПИ («Английская филология», 1965; «Вопросы теории английского языка», 1965; «Вопросы немецкой и французской филологии», 1965; «Вопросы синтаксиса, стилистики и методики преподавания немецкого языка», 1967); был составителем и редактором учебных пособий («Грамматика английского языка», 1959, 1963, 1967; «Сборник упражнений по грамматике английского языка», 1960); переводчиком произведений английских и американских писателей (М. Твена, Б. Гарта, В. Скотта, В. Шекспира) и трудов по истории английского языка, занимался их редактированием и комментированием (Бруннер К.  (нем.) «История английского языка» (1955); Есперсен О. «Философия грамматики» (1959). Б. А. Ильиш был организатором шекспировских чтений.

## Награды
Был награждён орденом Красной Звезды, медалями «За оборону Ленинграда», «За победу над Германией», значком «Отличник народного образования».